# Copenhagen Ultramarathon
Copenhagen Ultramarathon er et ultraløb på 100 km, 50 km og maraton som løbes hvert år med ALOT, Albertslund Løb og Triathlon, som arrangør. Løbet løbes på en 10 km. rute, beliggende rundt Kongsholmparken i Albertslund syd. Underlaget består af cirka 75% asfalt og 25% grusstier.